# Jakub Bart-Ćišinski
Jakub Bart-Ćišinski (Kuckau, Alemania, 20 de agosto de 1856 - Panschwitz, Alemania, 16 de octubre de 1909) es considerado como el más importante y completo poeta sórabo.
Muy influido por el parnasianismo checo, obtuvo el reconocimiento de Jaroslav Vrchlický uno de sus más importantes representantes. Fue el primero en introducir elementos estilísticos literarios secundarios tras el establecimiento de la literatura nacional sóraba por Handrij Zejler (1804-1872).
Como cura católico, estuvo continuamente en conflicto con la jerarquía. Como consecuencia de innumerables traslados a parroquias fuera del área de habla sóraba en Oberlausitz, no le fue posible servir de apoyo espiritual a su propio pueblo. 
Ćišinski (un seudónimo que significa más o menos el tranquilo / el callado) es conocido principalmente por sus sonetos. Escribió además baladas, dramas y un intento de realizar la primera novela sóraba Narodowc a wotrodźenc (Patriota y renegado). Una de sus obras más conocidas es el poema Moje serbske wuznaće (Mi fe sóraba o Mis confesiones sórabas) que escribió siendo todavía joven.
Su poesía se mueve a un nivel muy alto. Una enciclopedia literaria polaca lo nombra entre los 50 mejores poetas del mundo. Como casi no existen traducciones de las poesías de Bart-Ćišinski, su obra es muy poco conocida en Alemania y en el resto del mundo.

## Obra
- Nawozenja (La novia, 1877), épica nacional,
- Priroda a wutroba (Naturaleza y corazón, 1889),
- Kniha sonettow (Libro de sonetos, 1884),
- Ze ziwienja (De la vida, 1899),
- Krew a Kraj (Sangre y patria, 1909),
- Za cichim (En la quietud, 1906),
- Serbske wobrazki (Imágenes serbias, 1908)
- Serbske zynski (Voces sórabas, 1897)
- Wa Hrodziscu (A Gröditz, 1880), drama teatral